# منصوره اتحادیه
منصوره اتحادیه (زاده ۸ اسفند ۱۳۱۲) تاریخ‌نگار، نویسنده، ناشر و استاد دانشگاه ایرانی است.
او در سال ۱۳۱۲ در تهران زاده شد. پدرش علی اتحادیه فرزند رحیم اتحادیه و مادرش هما فرمانفرمائیان دختر عباس فرمانفرمائیان و نوه عبدالحسین فرمانفرما است. در سال ۱۳۵۸ از دانشگاه ادینبورگ بریتانیا در رشته تاریخ دکتری گرفت. سپس  در سال ۱۳۶۲ مدیر نشر تاریخ شد. او همچنین در دانشگاه تهران تاریخ تدریس می‌کند و کتاب‌ها و مقاله‌های بسیاری در زمینه تاریخ چاپ کرده‌ است.
منصوره اتحادیه با دکتر صادق نظام‌مافی ازدواج کرده‌است و ۴ فرزند دارد.
کتاب سایه‌سار مهربانی، ستایش میلاد و کارنامه منصوره اتحادیه نظام مافی از مصطفی زمانی‌نیا دربارهٔ او منتشر شده‌ است.

### رمان تاریخی
- ۱۳۷۵ - زندگی باید کرد

### ترجمه
- ۱۳۵۴ - سفرنامه آگوست بن تان[نیازمند منبع]
- ژنرال سمینو در خدمت ایران عصر قاجار و جنگ هرات (۱۳۲۶–۶۶ ق)[نیازمند منبع]
- ۱۳۷۵ - زندگی، زمانه و آثار بیهقی[نیازمند منبع]

### برخی از مقاله‌ها
- ۱۳۷۴ زن در جامعه قاجار، نشریه کلک
- ۱۳۷۵ واقعه کشف حجاب، نشریه کلک
- ۱۳۷۵ خاطرات رجال قاجار، مروری بر امور دربار و روابط درباریان، نشریه ایران‌نامه
- ۱۳۵۶ لیست سیاه انگلیس در جنگ جهانی اول، نشریه نگین
- ۱۳۵۵ ماجرای محبوسان آلمانی و اتریشی و در شیراز در جنگ جهانی اول
- ۱۳۵۴ روابط ایران و فرانسه
- ۱۳۵۳ ناصرالدین شاه و امور آذربایجان در ۱۳۱۰–۱۲۷۸ ق.  (مجموعه سخنرانی‌های هفتمین کنگره تحقیقات ایرانی)